# Franz Riegler (Fußballspieler, 1915)
Franz „Bobby“ Riegler (* 30. August 1915 in Wien; † Anfang Jänner 1989) war ein österreichischer Fußball-Nationalspieler. Der Flügelstürmer konnte mit der Austria den Mitropapokal 1936 gewinnen.

## Karriere
Bobby Riegler begann seine Profikarriere beim Favoritner Erstligaklub FC Wien, bei dem auch später sein Bruder Hans Riegler seine erfolgreiche Fußballkarriere startete. Als Rechtsaußen spielte Bobby Riegler ab der Saison 1933/34 in der Stammelf und machte sich als präziser Flankengeber einen Namen. So wechselte er zu Jahresbeginn zur Wiener Austria in den Prater. Bobby Riegler gewann zum Einstieg bei den Veilchen sogleich den österreichischen Cup, erreichte im anschließenden Mitropacup gar das Endspiel. Gegen Sparta Prag konnte der Klub nach einem 0:0 in Wien ein als Sensation gewertetes 1:0 im überfüllten Masaryk-Stadion und damit den Titelgewinn erreichen. Das entscheidende Tor fiel in der 66. Minute, in der Bobby Riegler blitzschnell den Ball bis in die Nähe der Cornerfahne trug, von wo er in den Strafraum flankte und dort den Kopf Camillo Jerusalems fand.
Zwei Wochen später, am 27. September 1936, kam Bobby Riegler unter Hugo Meisl auch zu seinem Länderspieldebüt für die österreichische Nationalmannschaft bei einem Duell mit Ungarn. In der anschließenden Meisterschaft 1936/37 schrammte er mit der Austria als Zweiter nur wegen des schlechteren Torverhältnisse gegenüber der Admira am Titelgewinn vorbei. In der Saison 1938/39 spielte der Flügelstürmer beim Erstliganeuling SK Amateure Steyr, ehe er im Sommer 1939 zurück zu seinem Stammverein FC Wien wechselte, mit dem er während des Zweiten Weltkriegs mit der Vizemeisterschaft 1941/42 durchaus für gute Ergebnisse sorgen konnte. Als Routinier spielte Bobby Riegler bis Ende 1950 regelmäßig im Dress der Rot-Weißen in der A-Liga. Nach Kriegsende kam Bobby Riegler noch 1945 in der reaktivierten österreichischen Nationalmannschaft zum Zug, er stand beim ersten Heimsieg seit acht Jahren, dem 4:1 über Frankreich auf dem Platz. Später war er Spielertrainer beim DAC Semperit und arbeitete bei einer Spedition.

## Erfolge
- 1 × Mitropapokalsieger: 1936
- 2 × Österreichischer Vizemeister: 1937, 1942
- 1 × Österreichischer Cupsieger: 1936
- 3 Länderspiele für die österreichische Fußballnationalmannschaft von 1936 bis 1945